# Tåkern
Le lac Tåkern est un lac du comté d'Östergötland, en Suède. 

## Géographie
Le lac Tåkern est long de 12 km et large de 8 km avec une profondeur moyenne de seulement 80 centimètres. Le lac est situé à 20 km à l'ouest de Mjölby et borde à l'ouest Omberg. La totalité du lac, avec ses plages environnantes, est une réserve naturelle depuis 1975. D'avril à juillet il est fermé au public, à l'exception des zones de visite et des chemins de promenade.
L'histoire du lac comme refuge pour les oiseaux est liée à la baisse du niveau de l'eau entre 1842 et 1844. De nombreuses espèces bénéficièrent de ce changement. 
Tåkern fait partie de la convention de Ramsar, une convention internationale pour la protection des zones humides.